# Israel Martínez
José Israel Martínez (Città del Messico, 14 marzo 1981) è un ex calciatore messicano, di ruolo centrocampista.